# Finn Wagle

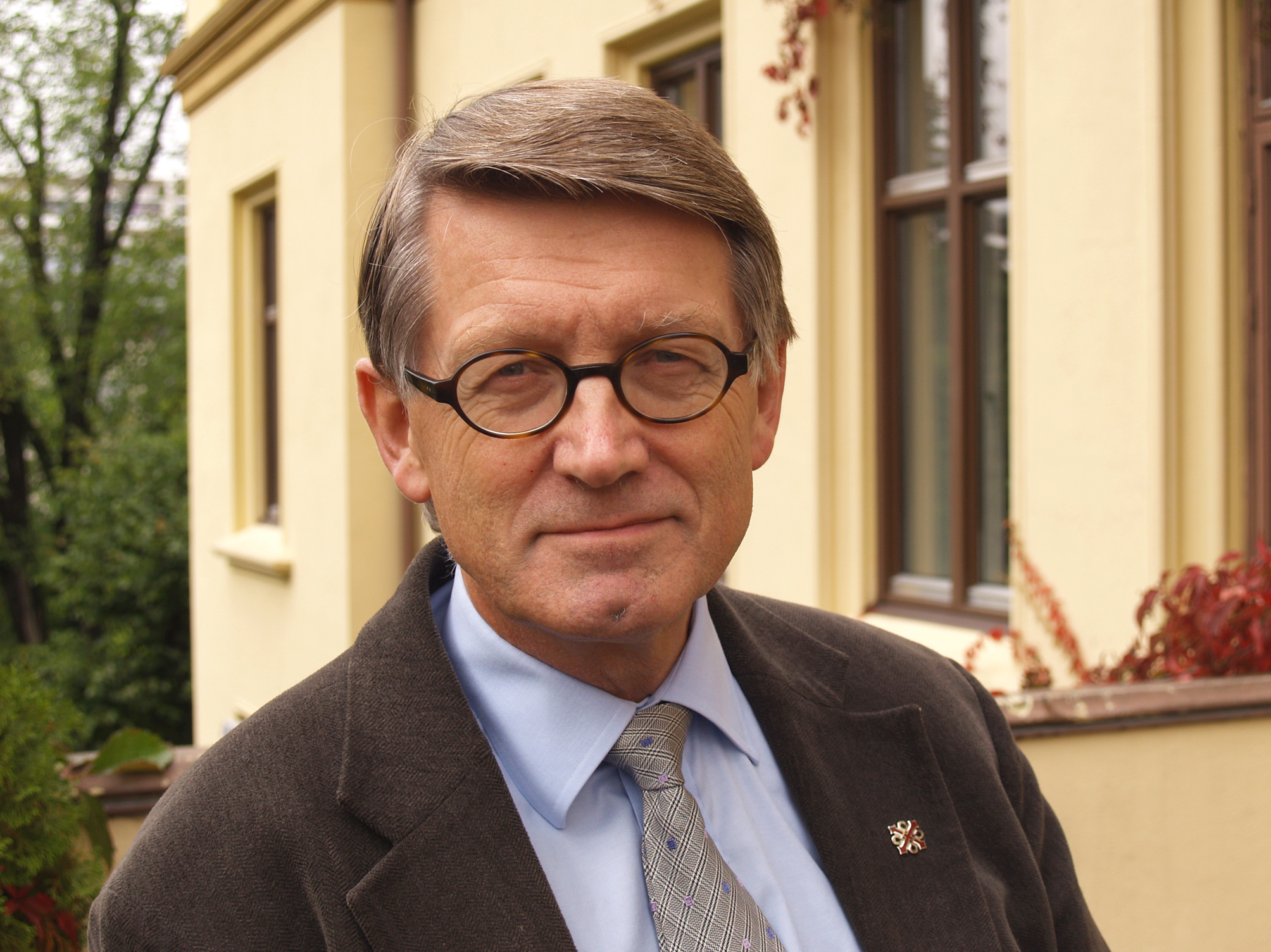
Finn Wagle

Finn Wagle, född 19 juni 1941 i Oslo, är en norsk biskop och teolog. 
Wagle inledde karriären på 1970-talet som präst i Sørreisa i Troms fylke i Nordnorge. Han arbetade med teologutbildningen i Oslo i slut av 1970-talet. Wagle kom till Trondheim 1988 där han först var domprost. Sedermera blev han biskop i Nidaros stift. Som Nidarosbiskop har Wagle varit officiant i samband med nationella norska tilldragelser i Nidarosdomen, till exempel välsignandet av kungaparet Harald och Sonja den 23 juni 1991. Wagle sammanvigde också prinsessan Märtha Louise och Ari Behn i Nidarosdomen den 24 maj 2002.